# 飯田貴昭
飯田 貴昭（いいだ たかあき、1983年6月6日 - ）は日本の俳優、タレント,
芸人。好きな食べ物はバナナ。3食バナナ。(本人談)

## 人物・略歴
- オリオンズベルトに所属していた。
- ワタナベコメディスクール10期生。
- 2011年8月お笑いコンビ ソイの解散を発表。[1]

## 出演

### テレビドラマ
- 野ブタ。をプロデュース（2005年、日本テレビ） - 河合哲司 役
- はるか17第5話（2005年、テレビ朝日） - 生徒 役
- きたな（い）ヒーロー（2006年、日本テレビ） - 飯田雅俊 役

### テレビその他
- 笑っていいとも!
- ナイナイサイズ!